# أنخيل فيلازكيز
أنخيل فيلازكيز (بالإسبانية: Ángel Velázquez) هو لاعب كرة قدم مكسيكي في مركز الوسط، ولد في 18 يوليو 1984 في La Paz, State of Mexico ‏ في المكسيك. لعب مع كروز آزول.

## وصلات خارجية
- أنخيل فيلازكيز على موقع Soccerway.com (الإنجليزية)